# Stiftskirche (Dettingen an der Erms)

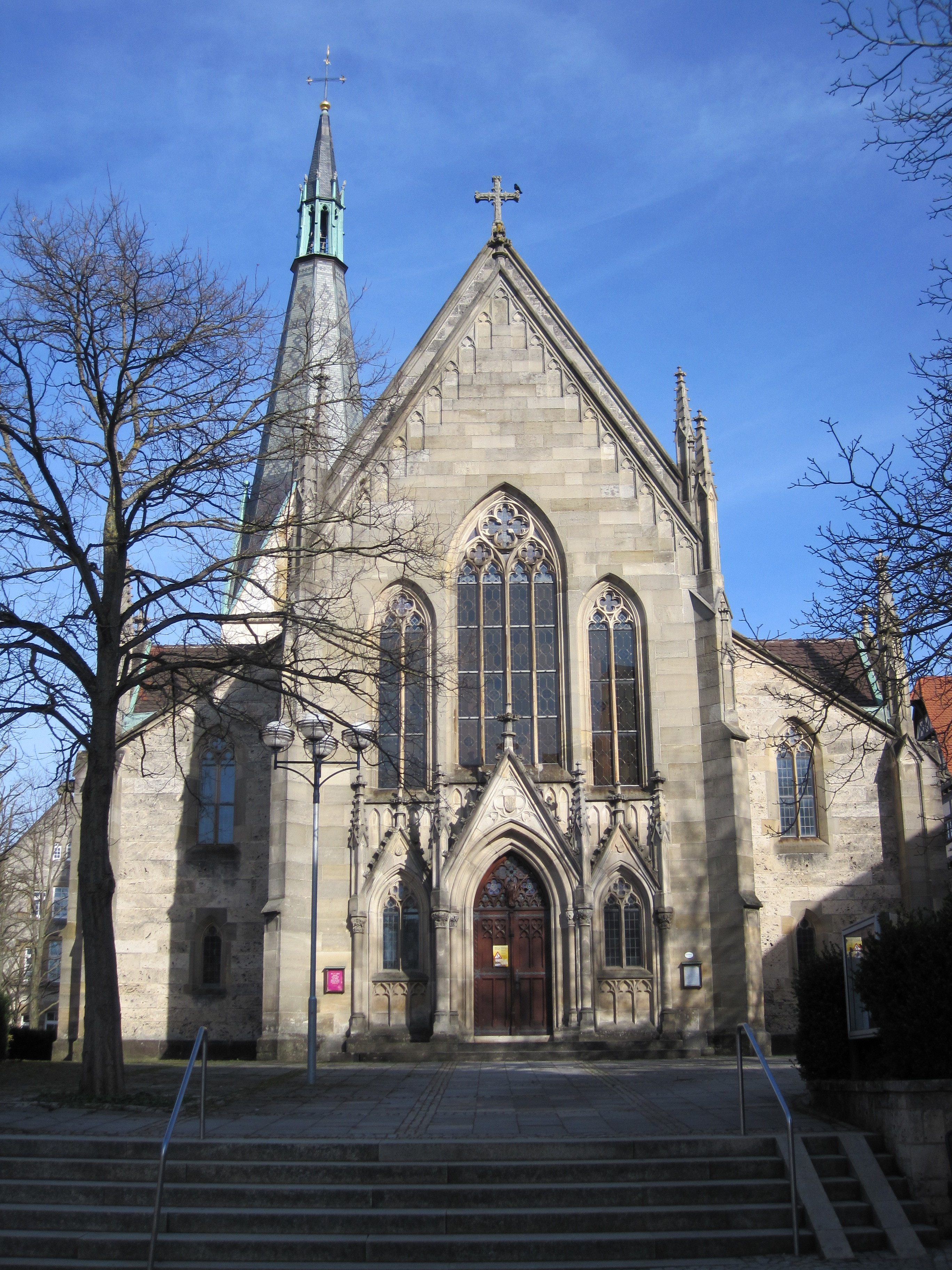
Stiftskirche Dettingen an der Erms

Die Stiftskirche in Dettingen an der Erms im Landkreis Reutlingen in Baden-Württemberg ist eine evangelische Kirche, Pfarrkirche der evangelischen Kirchengemeinde Dettingen an der Erms im Kirchenbezirk Bad Urach-Münsingen der Evangelischen Landeskirche in Württemberg.

## Geschichte
Die Kirche wird im Bempflinger Vertrag von 1089/90 erstmals erwähnt. Freigelegte Fundamentreste weisen auf Vorgängerbauten in der Karolingerzeit hin. Die Pfarrkirche war Martin von Tours geweiht. Zu deren Sprengel gehörten die spätere Stadt Urach und die Burg Hohenurach. Die Pfarrei Dettingen hatte bis ins Spätmittelalter Zehntrechte bis an die Stadtmauern Urachs, dazu gehörten auch das Kloster Güterstein und das Dorf Hülben. Um 1100 bis zur Reformation war die Kirche den Kirchenheiligen Pankratius und Hippolyt von Rom geweiht.
Die Dettinger Pfarrei hatte vor 1275 vier Pfründen (Unterhalt für Pfarr- u. Kaplanei-Stellen), um 1450 fünf und um 1524 nur noch zwei Pfründen. Dazu kamen zeitweise die Kaplaneipfründen der kirchlichen Filialen Neuhausen (bis 1518) und Glems (bis 1534). Dies zeigt die ehemalige reiche Ausstattung der Pfarrei, während im 15. Jahrhundert Städte wie Urach und Reutlingen nur einen Priester hatten. Die Pfründen wurden zu verschiedenen Zeiten von Graf Eberhard dem Greiner und vor allem von Graf Eberhart im Bart übertragen an die ehemalige Kirche auf dem Florian bei Metzingen, auf das Schloss Tübingen und an die Amanduskirche in Urach.
Das heutige Kirchengebäude ist das Ergebnis mehrerer Bautätigkeiten, verteilt über einen Zeitraum von etwa 1000 Jahren:
- Romanik: Aus romanischer Zeit ist der Turmstumpf bis in ca. 10 m Höhe erhalten. Er entstand vermutlich zwischen 950 und 1100, möglicherweise erbaut nach der Hirsauer Bauschule.
- Gotik: Zwischen 1483 und 1500 erbaute Peter von Koblenz im Auftrag von Graf Eberhard im Bart im Zusammenhang mit der Gründung des Stifts Dettingen[6] der Brüder vom gemeinsamen Leben den gotischen Chor und zwei Seitenkapellen. Die Nordkapelle besteht bis heute, während die Südkapelle 1866 abgerissen wurde. Der Turm wurde oberhalb des romanischen Turmstumpfes verändert und erhöht.

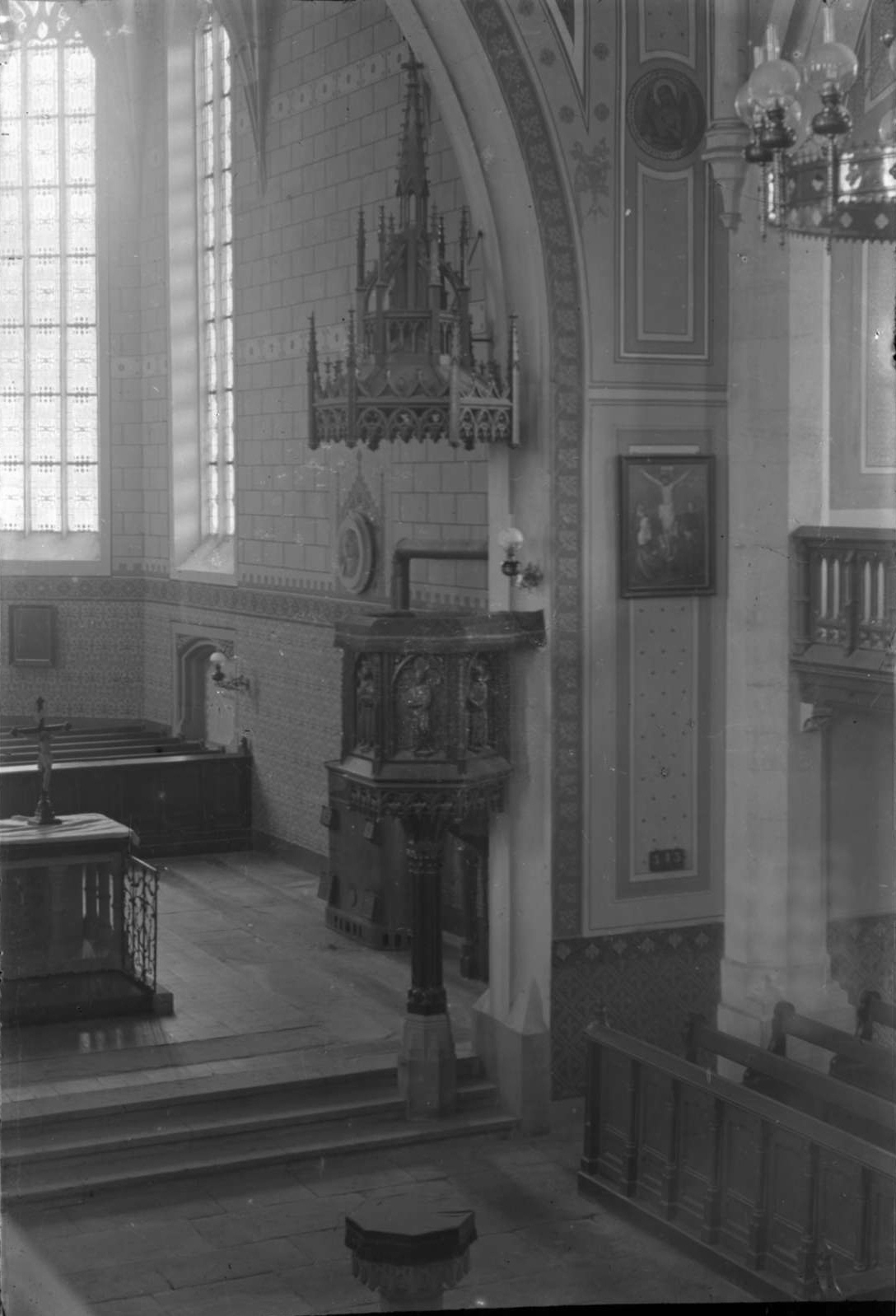
Neugotischer Chor und Kanzel der Stiftskirche Dettingen (Aufnahme zwischen 1895 und 1905)

- Neugotischer Chor und Kanzel der Stiftskirche Dettingen (Aufnahme zwischen 1895 und 1905) Neugotik: 1864 bis 1866 wurden durch Christian Friedrich von Leins das heutige neugotische Langhaus mit filigraner Konstruktion der steinernen Gewölbejoche und der Holzeindeckung, ein Treppenturm zur Erschließung der Südempore und der Kirchturm oberhalb des romanischen Turmstumpfes neu erbaut. Das bis dahin bestehende kürzere und schmalere romanische Langhaus (dreischiffige Pfeilerbasilika mit Rundbogenarkaden) war vorher wegen Baufälligkeit abgerissen worden.[7]
- 20. Jahrhundert: Unter Architekt Manfred Wizgall wurde die Stiftskirche 1960 umfangreich renoviert. Dabei wurde der harschen Forderung von 1959 des Gutachters Dr. Rieth, Denkmalpfleger des Landesdenkmalamtes, Außenstelle Tübingen, nahezu die gesamte neugotische Ausstattung und Farbgebung, alle Fenster, den Fußboden, die Dekorationsmalerei, die Prinzipalien, das Holzwerk an Orgel, Gestühl und Emporenbrüstungen und den Skulpturenschmuck zu ersetzen, vor allem aus Geldknappheit nur teilweise stattgegeben: Chorrestaurierung, Erneuerung der Chorfenster, neuer Altar und Taufstein sowie Malerarbeiten an Wänden und Gestühl wurden verwirklicht. „In den vergangenen [...] Jahren wurde der Wert der Orgel, der Reste der Verglasungen des 19. Jahrhunderts, die zwischenzeitlich restauriert sind, sowie der sonstigen Bauteile des vorigen Jahrhunderts erkannt.“[8] Architekt Brendle aus Münsingen leitete 1989 diese Renovierung und den Sakristeianbau über dem Heizraum an der Stelle der früheren Südkapelle.

## Ausstattung

### Der Chor
Der gotische Chor von 1494 mit der verbliebenen nördlichen Pankratiuskapelle besticht durch die für Gottesdienste und Gebetszeiten des Konvents der „Brüder vom gemeinsamen Leben“ notwendigen Geräumigkeit und durch die Kreuzrippen-Einwölbung mit kunstvoll gestalteten Schlusssteinen und der freigelegten, restaurierten und vorsichtig ergänzten gotischen Bemalung.

### Holzarbeiten
Von der neugotischen Holzausstattung wurden 1960 insbesondere die Emporenbrüstung und die Kanzel am Chorbogen beibehalten. Der Kanzelkorb zeigt geschnitzte Halbreliefs von Johannes Brenz, Philipp Melanchthon, Martin Luther und Johannes Reuchlin - Männer, die für die Reformation und die Bibelübersetzung von Bedeutung sind.

### Glasmalerei
- Von 1866: An den Portalen und an der Westseite sind noch Teile der neugotischen Glasmalerei (florale Motive in den Maßwerken sowie so genannte Teppichmuster) erhalten. Sie stammen von Gotthilf Wilhelm (1832–1882), einem der frühesten württembergischen Glasmaler der Neuzeit, der in weit über zwanzig württembergischen Kirchen die nach der Spätgotik wiederentdeckte Glasmalerei eingeführt hatte, das wenigste davon heute noch erhalten. Seine Dettinger Chorfenster (das mittlere mit dem Kreuzigungsmotiv „nach Dürer“) waren 1960 entfernt worden.
- Von 1960: Adolf Valentin Saile, Künstler, Glasmaler und Leiter der Glasmalerei-Werkstatt an der Kunstakademie Stuttgart, entwarf und fertigte die drei Chorfenster-Bleiverglasungen. Sie sind thematisch und farblich abgestimmt auf das Altar-Triptychon und die Gewölbemalerei. Links die Hinführung auf die am Altar dargestellte Passion Christi: Propheten, Mose, Geburt Jesu; in der Mitte die Folge vom Altargeschehen: Auferstehung und Pfingsten; und rechts Bilder zur Offenbarung des Johannes (die apokalyptische Frau auf der Mondsichel (Off 12 LUT), Majestas Domini und die Posaunenengel).
- Von 1989: Eines der Frühwerke von Thierry Boissel, seit 1991 Leiter der Studien- und Experimentierwerkstatt für Glasmalerei, Licht und Mosaik an der Akademie der Bildenden Künste München,[9] ist das Fenster „Der brennende Dornbusch“ (nach Ex 3 LUT, 1986 geschaffen, 1989 eingebaut) in der damals neugebauten Sakristei.

### Altarbereiche
Über dem Altar der Nordkapelle erhebt sich eine Bronzeplastik von Karl Hemmeter in Kreuzform, jedoch ist der Korpus nicht als gekreuzigter Jesus, sondern als erhöhter und segnender Christus dargestellt. Den modernen Hauptaltar ziert ein Triptychon aus spätgotischen Tafelbildern von 1520–1530 (Geißelung, Kreuzigung, Dornenkrönung Christi). Über ihm, oben am Chorbogen, erinnert ein Kruzifix aus dem 17. Jahrhundert an den Gekreuzigten als Mittelpunkt von Gottesdienst und Predigt.

## Grablege
In Dettingen befanden sich Mitte des 11. Jahrhunderts der älteste bekannte Wohnsitz und die Grablege der Vorfahren der Grafen von Urach und Achalm.
Im Bereich der Nordkapelle der Stiftskirche soll sich die Grablege der Achalmgrafen befunden haben.
Begraben in Dettingen wurden:
- Rudolf I. Graf von Achalm (zur Zeit Kaiser Konrads II. 1024 bis 1039 mit seinem Bruder Egino I. in Dettingen † 24. September ----), Rudolf vollendete nach dem Tod von Egino I. den Bau der Burg Achalm bei Reutlingen. Die Herkunft der beiden Brüder ist ungewiss, vermutet wird eine Nachkommenschaft von Mathilde, der Tochter von König Konrad von Burgund.[11] Sowie dessen Kinder:
- Hunfried († als Kind)
- Berengar († als Kind)

Nach Gründung des Klosters Zwiefalten durch Rudolfs älteste Söhne Kuno und Liutold von Achalm wurden der Vater und seine jung verstorbenen Kinder dorthin umgebettet. Rudolfs Gemahlin Adelheid von Wülfingen, sowie Rudolfs Bruder Egino I von Dettingen hatten ihre Grabesstätte im Straßburger Münster, in welchem später ein weiterer Sohn Rudolfs, nämlich Werner von Achalm, von 1065 bis 1079 Bischof gewesen ist.
Mit dem Tode des letzten Klostergründers Liutold endet 1098 die Linie der Achalmgrafen und es kommt zum Bempflinger Vertrag, in welchem die Kirche und Siedlung in Dettingen erstmals erwähnt und Werner IV von Grüningen (Neffe der Klostergründer) als einziger erbberechtigter Nachkomme abgefunden wird.  

## Orgel
Die denkmalgeschützte hochromantische Kegelladen-Orgel mit 30 Registern wurde 1866 von Wilhelm Blessing (bis 1863 Firma Gruol & Blessing) aus Esslingen erbaut.

## Glocken
Die Dettinger Stiftskirche hat insgesamt fünf Glocken:
- 1441: Betglocke, 1200 kg.
- 1922: Pfarrglöcklein, 47 kg.
- 1950: Kreuzglocke, 739 kg und Zeichenglocke, 519 kg.
- 1961: Taufglocke, 312 kg.[12]